# 長野県立下高井農林高等学校
もしかして
- 長野県下高井農林高等学校

ではありませんか？